# Tang Jiaxuan
Tang Jiaxuan (唐家璇S, Táng JiāxuánP; Zhenjiang, 17 gennaio 1938) è un diplomatico e politico cinese, Ministro degli affari esteri dal 1998 al 2003.

## Biografia
Nativo di Zhenjiang, si laureò presso l'Università Fudan.
Dopo aver ricoperto svariate posizioni diplomatiche in Giappone, divenne assistente al ministero degli affari esteri nel 1991. Fu poi vice ministro e infine ministro dal 1998 al 2003. Continuò a lavorare per il Consiglio di Stato sino al 2008.